# Najwa Kawar Farah
Najwa Kawar Farah (en árabe: نجوى قعوار فرح‎), (1923 - agosto de 2015) fue una educadora y escritora palestina.

## Trayectoria
Nació como Najwa Kawar en Nazaret y se educó allí, asistiendo más tarde a la Academia de Profesores de Jerusalén. Dio clases en la escuela en Nazaret. Se casó con el reverendo Rafiq Farahen 1950. La pareja produjo la revista al-Ra'id en 1967. Farah también escribió artículos para la prensa y la radio. Vivió en Haifa hasta mediados de la década de 1960, cuando abandonó la región.
La familia se mudó a Jerusalén en 1965, luego a Beirut en 1977 y a Londres en 1986. Desde 1998 vivió en Scarborough en Ontario, Canadá.

## Obras[1]
- ' Abiru al-sabil (Los transeúntes), cuentos (1954)
- Durub masabih (Caminos de lámpara), cuentos (1956)
- Mudhakkirat rihla (Memorias de viaje), autobiografía (1957)
- Sirr Shahrazad (El secreto de Sheherazade), obra de teatro (1958)
- Malik al-majd (Rey de gloria), obra de teatro (1961)
- ¿Li-man al-rabi'? (A quién pertenece la primavera), cuentos (1963)
- Silsilat qisas li-I-ashbal (Una serie de cuentos para niños), literatura infantil (1963-1965), 3 volúmenes
- Intifadat al-'asafir (El levantamiento del gorrión), cuentos (1991)
- Sukkan al-tabiq al-'ulwi (La gente de arriba), novela (1996)